# Amiche cattive
Amiche cattive (Jawbreaker) è un film statunitense del 1999 diretto da Darren Stein.

## Trama
Le "Flawless Four" sono le ragazze più popolari della Reagan High School. La cricca è composta da Courtney Shayne, Marcie Fox, Julie Freeman, e Liz Purr. Delle quattro, solo Liz è di buon cuore e amata da tutta la scuola. Julie è popolare per la sua avvenenza e per essere la migliore amica di Liz, mentre l’ape regina Courtney e la sua seguace, Marcie, si fanno rispettare attraverso subdoli atti di bullismo.
La mattina del diciassettesimo compleanno di Liz, i cui genitori sono fuori per qualche giorno, Courtney, Marcie e Julie la legano con delle corde, la imbavagliano con una Gobstopper e le sigillano la bocca con del nastro adesivo. Le ragazze chiudono Liz nel bagagliaio della macchina e partono, con l’intenzione di portarla in un ristorante per fare colazione. Aprendo il baule, scoprono che Liz è morta soffocata dalla caramella.
Julie vuole chiamare la polizia, ma Courtney glielo vieta e invece chiama la scuola per dirgli che Liz è malata, fingendosi la madre di Liz; le tre più tardi vanno a scuola come se niente fosse. Quando la preside Sherwood manda l'emarginata della scuola Fern Mayo a consegnare i compiti di Liz alla fine della giornata, scopre che la ragazza è morta. Fern tenta di fuggire dalla casa ma le ragazze la fermano e comprano il suo silenzio, accentandola nella loro cricca; Courtney e Marcie trasformano così Fern in una bellissima studentessa di nome “Vylette”.
Courtney inoltre inventa una storia secondo cui Liz è stata uccisa da uno stupratore e diffonde false voci secondo cui in realtà era una ragazza ribelle e promiscua, e non l'angelo perfetto che ha fatto credere di essere.
Sopraffatta dal senso di colpa per aver avuto parte nella morte di Liz, Julie prende le distanze dalla cricca, solo per essere tormentata in seguito dalle sue ex amiche. L'unica persona a starle vicina in questo periodo è il suo ragazzo, Zack. Mentre la popolarità di "Vylette" sale, Julie osserva Courtney cercare di coprire l'omicidio e mantenere la sua popolarità intatta. Julie viene a sapere che, dopo aver riportato il cadavere di Liz a casa sua, Courtney è uscita e ha sedotto uno sconosciuto in un bar squallido e ha fatto sesso con lui nel letto di Liz, facendo sembrare che avesse violentato Liz. Il tizio viene arrestato.
"Vylette" diventa la ragazza più popolare della scuola, eclissando Courtney. Invidiose, quest'ultima e Marcie pubblicano le foto dell'annuario di Fern in tutta la scuola con il messaggio "Chi è Vylette", rivelando la vera identità di "Vylette" e umiliandola davanti all'intera scuola. Alla luce dei fatti, Julie prova pena per Fern e la perdona, diventando sua amica.
Con la fine dell'anno arriva il ballo e Courtney vi partecipa con l'atleta Dane Sanders; intanto Julie è a casa a frugare in una borsa recuperata dalla casa di Liz; dentro vi trova un biglietto di auguri su cui ha registrato per caso la voce di Courtney quando quest'ultima stava pianificando la morte di Liz. Ideato un piano per smascherare Courtney, Julie, Fern e Zack vanno al ballo di fine anno.
Quando Dane e Courtney vengono incoronati re e regina del ballo, Zack si intrufola nel backstage e trasmette il messaggio registrato sul sistema audio; tutti gli studenti riconoscono la voce di Courtney e inorridiscono. Dane si allontana dalla ragazza disgustato, mentre Marcie si nasconde sotto un tavolo per non farsi scoprire. Courtney, ormai scoperta, fugge mentre gli studenti le urlano contro furiosi. Julie, trovandosela di fronte, le scatta una foto in pieno viso per immortalare l'occasione e sorride trionfante.